# غرمتاب العليا (شليل)
غرمتاب العلیا (بالفارسية: گرمتاب علیا) هي قرية تقع في إيران في قسم شلیل الريفي.